# La verità (Povia)
La verità è un singolo del cantautore pop italiano Povia, con il quale ha partecipato al Festival di Sanremo 2010 arrivando alla serata finale, nella quale si è classificato 10º.
Il singolo è stato pubblicato dall'etichetta discografica Mamadue il 17 febbraio 2010 ed è stato inserito nell'album Scacco matto, uscito nello stesso periodo.
L'esecuzione del brano nella serata dei duetti prevista dal regolamento del Festival ha visto la partecipazione di Marco Masini, mentre una bambina ha eseguito alcuni passi di danza.

## Critiche
La canzone, al momento dell'annuncio della sua partecipazione alla manifestazione, ha suscitato diverse critiche in quanto il cantautore ha dichiarato che il testo era dedicato ad Eluana Englaro, una ragazza rimasta in stato vegetativo per oltre diciassette anni in seguito a un incidente stradale e deceduta nel febbraio 2009,dopo la sospensione della nutrizione artificiale. La sua morte ha generato un ampio dibattito pubblico in Italia sul tema dell'eutanasia.
Molte critiche sono arrivate dagli ambienti ecclesiastici, che giudicavano inopportuna la partecipazione al massimo festival della canzone italiana di una canzone che inneggiava all'eutanasia.
Ad un mese dalla partecipazione del cantante al Festival, questo ha dichiarato che il testo del brano (inizialmente intitolato La verità (Eluana)) è stato scritto sotto forma di lettera di Eluana ai genitori, nella quale lei ringrazia i suoi genitori della loro scelta e afferma che, grazie a loro, adesso è libera di correre e giocare. La lettera termina con una firma: "la vostra bambina Eluana" (in seguito modificata in "La vostra bambina per sempre").
Altre critiche sono state in seguito attribuite al cantante in quanto il testo della canzone è stato ritenuto di dubbio gusto e profanatoria; in risposta, è stato dichiarato che il cantautore ha chiesto il permesso di interpretare il brano al padre della Englaro, Beppino, che ha acconsentito dichiarando di "non bloccare gli artisti".
In seguito, dalla canzone e dal titolo è stato eliminato ogni riferimento a Eluana.

## Tracce
1. La verità – 3:35

## Classifica FIMI
Il brano raggiunge nella classifica FIMI la posizione numero 5.